# Diócesis de Yanzhou
La diócesis de Yanzhou o de Yenchow (en latín: Dioecesis Ienceuvensis y en chino: 天主教兖州教区) es una circunscripción eclesiástica de la Iglesia católica en China. Se trata de una diócesis latina, sufragánea de la arquidiócesis de Jinan. Desde el 20 de mayo de 2011 su obispo es John Lu Peisen, aunque para el Anuario Pontificio está vacante desde el 24 de agosto de 1965.

## Territorio y organización
La diócesis extiende su jurisdicción sobre los fieles católicos de rito latino residentes en parte de la provincia de Shandong.
La sede de la diócesis se encuentra en la ciudad de Yanzhou, en donde se halla la Catedral del Espíritu Santo.
En 1950 en la diócesis existían 24 parroquias.

## Historia
El vicariato apostólico de Shantung Meridional fue erigido el 8 de enero de 1886 con el breve Romani pontifices del papa León XIII, derivando el territorio del vicariato apostólico de Shantung (hoy arquidiócesis de Jinan).
El 3 de diciembre de 1924 tomó el nombre de vicariato apostólico de Yenchow-fu en virtud del decreto Vicarii et Praefecti de la Congregación de Propaganda Fide.
El 11 de febrero de 1925 cedió una parte de su territorio para la erección de la prefectura apostólica de Qingdao (hoy diócesis de Qingdao) mediante el breve Quae catholico nomini del papa Pío XI.
El 13 de diciembre de 1933 cedió una parte de su territorio para la erección de ls prefectura apostólica de Yanggu (hoy diócesis de Yanggu) mediante la bula Ad melius del papa Pío XI.
El 12 de noviembre de 1934 cedió otra parte de su territorio para la erección del vicariato apostólico de Caozhoufu (hoy diócesis de Caozhou) mediante la bula A Romano Pontifice del papa Pío XI.
El 11 de abril de 1946 el vicariato apostólico fue elevado a diócesis con la bula Quotidie Nos del papa Pío XII.
En 1948 el Partido Comunista de China capturó Yanzhou, se impuso en la guerra civil y proclamó la República Popular China el 1 de octubre de 1949. El 4 de septiembre de 1951 China comunista expulsó al nuncio apostólico Antonio Riberi y la Santa Sede continuó reconociendo a la República de China en Taiwán como el legítimo gobierno chino. Todos los misioneros extranjeros fueron expulsados de China comunista en 1952.
La Asociación Patriótica Católica China fue creada con el apoyo de la Oficina de Asuntos Religiosos de la República Popular de China en 1957, con el objetivo de controlar las actividades de los católicos en China. Su nombre público es Iglesia católica china y es referida como la "Iglesia oficial" en contraposición a la "Iglesia subterránea" o "Iglesia clandestina" leal a la Santa Sede.
En el período de 1966 a 1976 la Revolución Cultural se ensañó especialmente contra la religión, destruyéndose numerosas iglesias y cesaron todas las actividades religiosas en la diócesis. La diócesis reasumió sus actividades en la década de 1980.
El 15 de agosto de 2005 falleció Thomas Zhao Fengwu, obispo de la diócesis desde el 18 de mayo de 1993. Fue sucedido, desde el 20 de mayo de 2011, por John Lu Peisen, obispo oficial consagrado de acuerdo con la Santa Sede.
El 22 de septiembre de 2018 se firmó en Pekín el Acuerdo provisional entre la Santa Sede y la República Popular de China sobre el nombramiento de los obispos. El 22 de octubre de 2020 el acuerdo fue prorrogado por otros dos años y en octubre de 2022 por otros dos años más. La oficialización de Jin Yangke como obispo de Ningbo (en el marco del acuerdo de 2018 entre China y la Santa Sede) llegó el 18 de agosto de 2020.
Debido a la situación particular de la Iglesia católica en China, la Santa Sede no nombra obispos para las diócesis chinas, que son sedes oficialmente vacantes incluso en presencia de obispos reconocidos por Roma.

## Estadísticas
Según el Anuario Pontificio 1951 la diócesis tenía a fines de 1950 un total de 60 000 fieles bautizados.
| Año                                                                             | Población            | Población | Población      | Sacerdotes | Sacerdotes    | Sacerdotes    | Bautizados por sacerdote | Diáconos permanentes | Religiosos | Religiosos | Parroquias |
| Año                                                                             | Bautizados católicos | Total     | % de católicos | Total      | Clero secular | Clero regular | Bautizados por sacerdote | Diáconos permanentes | Varones    | Mujeres    | Parroquias |
| ------------------------------------------------------------------------------- | -------------------- | --------- | -------------- | ---------- | ------------- | ------------- | ------------------------ | -------------------- | ---------- | ---------- | ---------- |
| 1950                                                                            | 60 000               | 4 000     | 1.5            | 39         | 9             | 30            | 1538                     |                      | 8          | 24         |            |
| Fuente: Catholic-Hierarchy, que a su vez toma los datos del Anuario Pontificio. |                      |           |                |            |               |               |                          |                      |            |            |            |

## Episcopologio

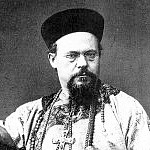
Obispo Johann Baptist von Anzer

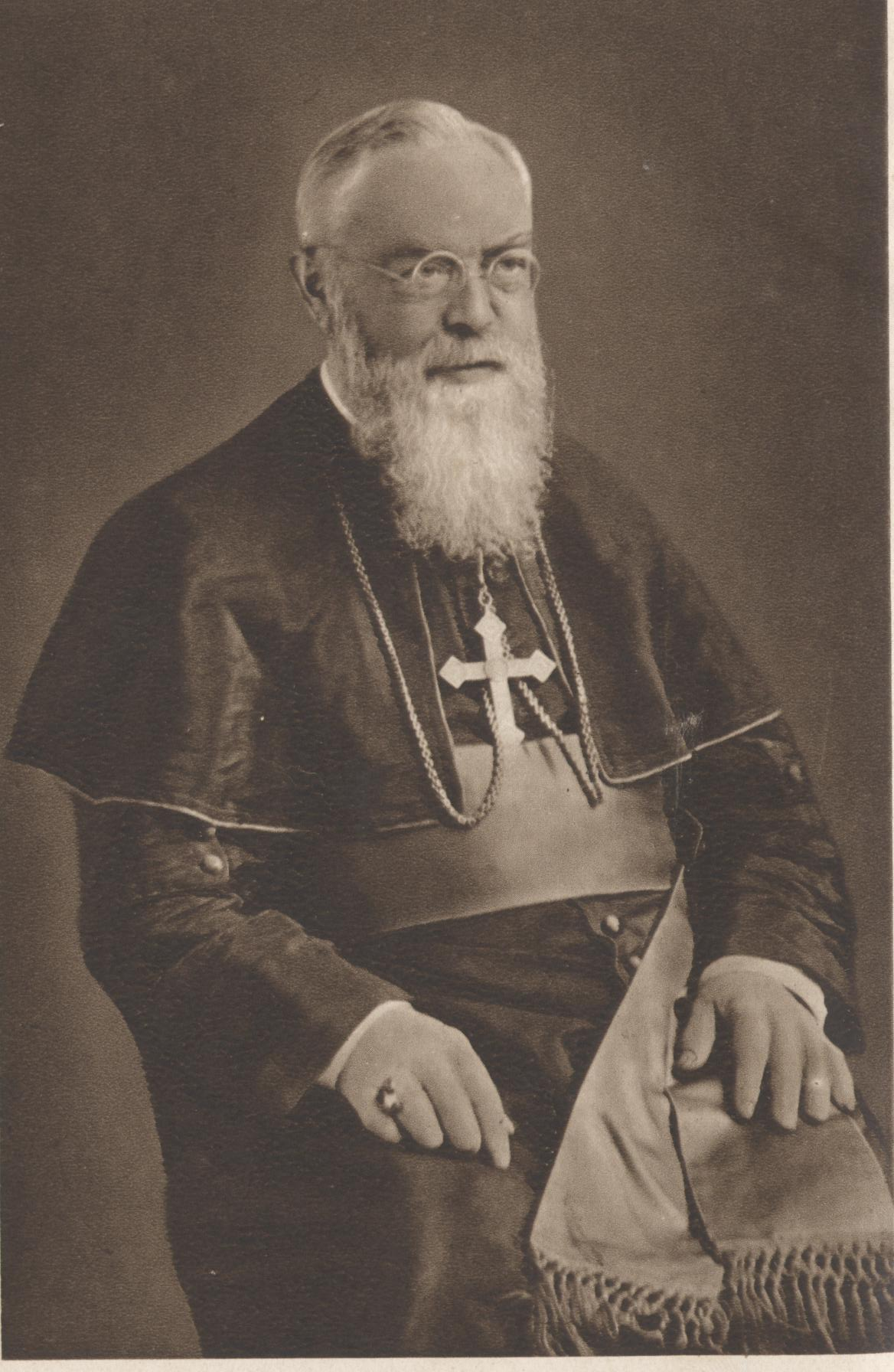
Obispo Augustin Henninghaus

- Johann Baptist von Anzer, S.V.D. † (4 de enero de 1886-24 de noviembre de 1903 falleció)
- Augustin Henninghaus, S.V.D. † (7 de agosto de 1904-23 de junio de 1935 renunció)
- Teodoro Schu, S.V.D. † (19 de noviembre de 1936-24 de agosto de 1965 falleció)
  - Sede vacante
  - Nicholas Shi Ling-ge † (mayo de 1960 consagrado-1970? falleció)
  - Tommaso Zhao Fengwu † (18 de mayo de 1993 consagrado-15 de agosto de 2005 falleció)
  - John Lu Peisen, consagrado el 20 de mayo de 2011